# Bert Langerwerf
Bartholomeus Adrianus Wilhelmus Antonius Langerwerf (* 28. Februar 1944 in Waspik, Niederlande; † 11. August 2008 in Alabaster, Alabama), allgemein bekannt als Bert Langerwerf, war ein niederländisch-US-Amerikanischer Amateurherpetologe und Eidechsenzüchter, der sich mit der temperaturabhängigen Geschlechtsdetermination bei Eidechsen befasste und bedeutende Beiträge zur Reptilienzucht leistete.

## Leben
Langerwerf wurde während der deutschen Besatzung der Niederlande in Waspik geboren. Er interessierte sich für Eidechsen, seit er im Alter von neun Jahren seine erste Waldeidechse (Zootoca vivipara) gefangen hatte. Ein Jahr später baute er sein erstes eigenes Glasterrarium. Von 1966 bis 1970 studierte er Physik an der Universiteit van Amsterdam. Seine gesamte Freizeit verbrachte er mit dem Bau von Glasterrarien im Freien sowie mit der Fütterung und Zucht seiner Tiere. Allein im Jahr 1980 züchtete und brütete er etwa 1400 Eidechsen aus, die meisten von ihnen aus der Gattung Lacerta. Nach Abschluss des Studiums unterrichtete Langerwerf Physik an einem Gymnasium in Waalwijk, in der Nähe von Waspik, wo er lebte. Er reiste bereits während seiner Studienzeit weit durch Europa, Nordafrika und die Türkei, um neue Tiere für die Zucht zu sammeln, ihre Lebensraumansprüche vor Ort kennenzulernen, Kollegen zu treffen, die erfolgreich Eidechsen züchteten und aufzogen, und um Sprachen zu lernen. Langerwerf beherrschte ein Dutzend Sprachen, darunter Finnisch und Russisch.
1979 erhielt er seine erste Berbereidechse (Timon pater, ehemals Lacerta pater), eine große Art aus Nordafrika, wobei in einer ersten Zuchtrunde ein melanistisches Individuum unter 215 Nachkommen geboren wurde. Durch selektive Zucht erzeugte er bis 1983 Hunderte von rein schwarzen Tieren. 1982 erwarb er ein Brückenechsen-Paar aus Neuseeland. Er hatte jedoch Schwierigkeiten, die Brutzyklen dieser Art an die Jahreszeiten der nördlichen Hemisphere anzupassen.
Langerwerf stellte bald darauf fest, dass seine Möglichkeiten zur kommerziellen Zucht von Eidechsen durch seine Lehrtätigkeit sowie die klimatischen Bedingungen in den Niederlanden eingeschränkt waren. Infolgedessen begann er, einen Umzug zu erwägen. Sein Ziel war der Südosten der Vereinigten Staaten, den er ab 1982 regelmäßig besucht hatte, jedoch fanden sich zu diesem Zeitpunkt keine geeigneten Optionen für eine Immigration. Im Jahr 1985 zog er mit seiner Familie auf die Kanarischen Inseln, jedoch scheiterte dieses Vorhaben aufgrund von Differenzen mit einem Geschäftspartner.
Im Jahr 1988 wanderte die Familie nach Neuseeland aus. Zeitgleich ermutigte Mark Paris, ein Augenarzt und langjähriger Freund aus den Vereinigten Staaten, Langerwerf, in der Nähe von Montevallo, Alabama, eine gemeinsame Eidechsen-Zuchtfarm zu gründen, die unter dem Namen Agama International, Inc. auf einem 4 Hektar großen Waldstück errichtet wurde und sich bald darauf zu einer der weltweit größten Einrichtungen zur Zucht von Eidechsen entwickeln sollte. Langerwerf baute mit Unterstützung seiner Frau und seiner beiden Söhne große begehbare Gehege, in denen verschiedene Echsenarten gezüchtet wurden. Die Form dieser Gehege war quadratisch, rechteckig oder rund. Sie waren jedoch alle mit tiefen Aushöhlungen, Wänden aus Zementsteinen und glasbedeckten Dächern ausgestattet.
Auf dem Höhepunkt seiner Aktivitäten verfügte Agama International über 486 solcher Gehege. Zudem schufen die Langerwerfs künstliche unterirdische Höhlen zur Überwinterung der Tiere. Angesichts der Notwendigkeit, mehrere Tausend Tiere zu ernähren, waren Langerwerf und seine Familie ständig damit beschäftigt, Futter in Form von Kakerlaken, Riesenmehlwürmern, Grillen und Ratten zu beschaffen. Darüber hinaus sammelten sie altes Brot, überreifes Gemüse sowie abgelaufenes Hühner- und anderes Fleisch aus örtlichen Lebensmittelgeschäften, um die Betriebskosten zu minimieren. Das Unternehmen erwies sich als kommerziell erfolgreich, und Langerwerf erlangte Anerkennung für sein Fachwissen in der Zucht und Haltung von Eidechsen, was ihm den Spitznamen Lizard Man einbrachte.
Im Laufe seiner Karriere gelang es ihm, etwa 135 Arten zu züchten, vor allem Eidechsen, aber auch einige Schildkröten und Frösche. Dazu gehörten der Riesen-Gürtelschweif (Südafrika), der Wickelskink (Salomonen), Gerrhonotus multicarinatus (USA), Phrynops hilarii (Argentinien), die Australische Wasseragame (Australien), Rhacophorus dennysi (China), der Scheltopusik (Balkanhalbinsel), die Chinesische Krokodilschwanzechse (China) sowie der Schwarzweiße Teju und der Rote Teju (beide Argentinien). Jährlich wurden etwa 2.000 junge Eidechsen verkauft. Dank seiner intimen Kenntnis seiner Tiere in freier Wildbahn und seiner genauen Beobachtung in Gefangenschaft sowie seiner Vertrautheit mit der Physik und anderen Wissenschaften konnte Langerwerf zahlreiche Entdeckungen machen. Anfang der 1970er Jahre untersuchte er die Anforderungen an die Beleuchtung für eine erfolgreiche Zucht und stellte fest, dass sich Eidechsen, die in verglasten Terrarien im Freien gehalten wurden, nicht gut fortpflanzten. Er vermutete, dass dies daran lag, dass Fensterglas die Ultraviolettstrahlung (insbesondere UV-B, das die Vitamin-D-Produktion in der Haut anregt) herausfiltert, und ergänzte das Futter mit Vitamin D3. 1981 entdeckte er, dass das Geschlecht der Nachkommen von Agama caucasica (jetzt Laudakia caucasica) von der Inkubationstemperatur abhing. Im Gegensatz zu vielen kommerziellen Züchtern war Langerwerf bestrebt, seine wissenschaftlichen Erkenntnisse durch Veröffentlichungen in Fachzeitschriften und Berichte auf Tagungen bekannt zu machen. 
Zwischen 1971 und 2008 verfasste Langerwerf mehr als 70 Artikel, die meist in regionalen oder Amateurzeitschriften erschienen. Zudem veröffentlichte er die Bücher Tejus. Lebensweise Pflege Zucht (2000, mit Gunther Köhler), Water Dragons (2006), Red-Tailed Boas: A Complete Guide to Boa Constrictor (2006) und war am Buch Giant Lizards: The Definitive Guide to the Natural History, Care, and Breeding of Monitors, Iguanas, Tegus, and Other Large Lizards (2009) beteiligt.
Langerwerf starb am 11. August 2008 in einem Krankenhaus in Alabaster, Alabama, an den Folgen einer Darmkrebserkrankung. Zwei Jahre nach seinem Tod wurde Agama International geschlossen.